# Observatori Català de l'Esport
L'Observatori Català de l’Esport és una iniciativa gestionada per l'Institut Nacional d'Educació Física de Catalunya (INEFC) que va crear la Secretaria General de l'Esport el 2006. Està encaminat a proporcionar informació sobre elements vinculats amb la demanda i oferta, economia, formació, recerca, projecció internacional, marc legal i política a persones i organitzacions relacionades amb l'esport català.
L'Observatori és possible mercès a la col·laboració de diverses persones i institucions que intervenen en l'esport a Catalunya de formes diverses. La responsabilitat recau sobre el Consell Rector de l'INEFC, que té les funcions de Comitè de Direcció. Coordina i orienta la política de l'Observatori. Defineix les prioritats en la recerca i aprova els criteris metodològics i de temporalització. D'aquest comitè depenen òrgans d'execució i òrgans d'assessorament.
El 2017 indicava que el nombre de catalans que fan esport havia augmentat el 82% des del 1980. El 2018 va fer un estudi on defensava l'aposta per un model de gestió supramunicipal de l'esport a l'Anella Mediterrània, sumant les activitats i usos esportius a altres usos socials, econòmics, mediambientals, culturals i educatius. També alertava que els estudis esportius i l'esport reglat i federat segueixen sent un àmbit masculí tant a Catalunya com a Barcelona, i en concret exposava que el nombre d’homes triplicava el de dones.